# Strzelectwo na Letnich Igrzyskach Olimpijskich 1932
Strzelectwo na Letnich Igrzyskach Olimpijskich 1932 było jedną z dyscyplin rozgrywanych w ramach zawodów olimpijskich w Los Angeles. Rywalizowano wyłącznie w dwóch konkurencjach indywidualnych.

## Medaliści
| Konkurencja                                   | Złoto           | Srebro       | Brąz                         |
| Karabin małokalibrowy leżąc, 50 m (szczegóły) | Bertil Rönnmark | Gustavo Huet | Zoltán Soós-Ruszka Hradetzky |
| Pistolet szybkostrzelny, 25 m (szczegóły)     | Renzo Morigi    | Heinz Hax    | Domenico Matteucci           |

## Klasyfikacja medalowa
| Miejsce | Państwo          | Złoto | Srebro | Brąz | Razem |
| ------- | ---------------- | ----- | ------ | ---- | ----- |
| 1       | Włochy           | 1     | 0      | 1    | 2     |
| 2       | Szwecja          | 1     | 0      | 0    | 1     |
| 3       | Meksyk           | 0     | 1      | 0    | 1     |
| 3       | Rzesza Niemiecka | 0     | 1      | 0    | 1     |
| 5       | Węgry            | 0     | 0      | 1    | 1     |